# Цикоте (Косјерић)
Цикоте је насеље у Србији у општини Косјерић у Златиборском округу. Према попису из 2022. било је 182 становника.

## Демографија
У насељу Цикоте живи 226 пунолетних становника, а просечна старост становништва износи 44,8 година (41,3 код мушкараца и 48,2 код жена). У насељу има 88 домаћинстава, а просечан број чланова по домаћинству је 3,09.
Ово насеље је великим делом насељено Србима (према попису из 2002. године), а у последња три пописа, примећен је пад у броју становника.
|  |

| Демографија | Демографија | Демографија |
| Година      | Становника  | Становника  |
| ----------- | ----------- | ----------- |
| 1948.       | 603         |             |
| 1953.       | 591         |             |
| 1961.       | 517         |             |
| 1971.       | 393         |             |
| 1981.       | 323         |             |
| 1991.       | 301         | 295         |
| 2002.       | 272         | 275         |

| Етнички састав према попису из 2002.‍ | Етнички састав према попису из 2002.‍ | Етнички састав према попису из 2002.‍ | Етнички састав према попису из 2002.‍ | Етнички састав према попису из 2002.‍ |
| ------------------------------------ | ------------------------------------ | ------------------------------------ | ------------------------------------ | ------------------------------------ |
|                                      |                                      |                                      |                                      |                                      |
| Срби                                 | Срби                                 |                                      | 271                                  | 99,63%                               |
| непознато                            | непознато                            |                                      | 0                                    | 0,0%                                 |

| Година пописа     | 1948. | 1953. | 1961. | 1971. | 1981. | 1991. | 2002. |
| ----------------- | ----- | ----- | ----- | ----- | ----- | ----- | ----- |
| Број домаћинстава | 110   | 108   | 116   | 113   | 100   | 89    | 88    |

| Број чланова      | 1  | 2  | 3  | 4  | 5  | 6 | 7 | 8 | 9 | 10 и више | Просек |
| ----------------- | -- | -- | -- | -- | -- | - | - | - | - | --------- | ------ |
| Број домаћинстава | 20 | 22 | 12 | 13 | 10 | 9 | 1 | 0 | 1 | 0         | 3,09   |

| Пол    | Укупно | Неожењен/Неудата | Ожењен/Удата | Удовац/Удовица | Разведен/Разведена | Непознато |
| ------ | ------ | ---------------- | ------------ | -------------- | ------------------ | --------- |
| Мушки  | 115    | 37               | 71           | 7              | 0                  | 0         |
| Женски | 127    | 20               | 75           | 30             | 2                  | 0         |
| УКУПНО | 242    | 57               | 146          | 37             | 2                  | 0         |

| Пол    | Укупно                    | Пољопривреда, лов и шумарство | Рибарство                            | Вађење руде и камена | Прерађивачка индустрија       |
| ------ | ------------------------- | ----------------------------- | ------------------------------------ | -------------------- | ----------------------------- |
| Мушки  | 57                        | 19                            | 0                                    | 0                    | 20                            |
| Женски | 14                        | 6                             | 0                                    | 0                    | 2                             |
| УКУПНО | 71                        | 25                            | 0                                    | 0                    | 22                            |
| Пол    | Производња и снабдевање   | Грађевинарство                | Трговина                             | Хотели и ресторани   | Саобраћај, складиштење и везе |
| Мушки  | 4                         | 5                             | 2                                    | 1                    | 1                             |
| Женски | 0                         | 0                             | 2                                    | 0                    | 0                             |
| УКУПНО | 4                         | 5                             | 4                                    | 1                    | 1                             |
| Пол    | Финансијско посредовање   | Некретнине                    | Државна управа и одбрана             | Образовање           | Здравствени и социјални рад   |
| Мушки  | 0                         | 0                             | 3                                    | 0                    | 1                             |
| Женски | 0                         | 0                             | 1                                    | 2                    | 1                             |
| УКУПНО | 0                         | 0                             | 4                                    | 2                    | 2                             |
| Пол    | Остале услужне активности | Приватна домаћинства          | Екстериторијалне организације и тела | Непознато            | Непознато                     |
| Мушки  | 1                         | 0                             | 0                                    | 0                    | 0                             |
| Женски | 0                         | 0                             | 0                                    | 0                    | 0                             |
| УКУПНО | 1                         | 0                             | 0                                    | 0                    | 0                             |